# Tecoripa
Tecoripa är en ort i Mexiko.   Den ligger i kommunen La Colorada och delstaten Sonora, i den nordvästra delen av landet, 1 500 km nordväst om huvudstaden Mexico City. Tecoripa ligger 401 meter över havet och antalet invånare är 525.
Terrängen runt Tecoripa är varierad.  Trakten runt Tecoripa är nära nog obefolkad, med mindre än två invånare per kvadratkilometer. Det finns inga andra samhällen i närheten. I omgivningarna runt Tecoripa växer huvudsakligen savannskog.